# Uniwersytet Vanderbilta
Uniwersytet Vanderbilta (ang. Vanderbilt University) – amerykański uniwersytet niepubliczny w Nashville w stanie Tennessee, założony w 1873 roku. Nosi imię Corneliusa Vanderbilta, jego fundatora.